# Distretto di El Carmen de la Frontera
Il distretto di El Carmen de la Frontera è un distretto del Perù, facente parte della provincia di Huancabamba, nella regione di Piura.